# 金賢珠
金賢珠（韓語：김현주，1977年4月24日—），韓國女演員。為韓國三大無線電視台SBS、KBS、MBC 滿貫視后 。演技精湛加上選劇本眼光獨到，因而獲得「信看金」的封號。 詮釋的角色形象多變，戲路廣，是廣受觀眾喜愛的實力派演員。

## 經歷

### 1996–2000：從青春偶像到專業演員
1977年4月24日，金賢珠出生於南韓京畿道高陽市，身為長女還有一個小她四歲的弟弟。五歲時就因為長得非常漂亮，媽媽便聽鄰居們的建議替她報名「全國漂亮兒童選拔大賽」，最後獲得「真善美」中，第三名「美」的殊榮。這特別的經驗，在她心中埋下了喜歡表演的種子，也讓她從小就懷抱著演藝之夢。
高中時期，金賢珠就經常參加電視台試鏡，高中3年級時，偶然看到某青少年雜誌正在招募專屬模特兒，住在沒有專業相館的鄉下，她抱著嘗試的心態，穿著校服就請同學幫她在校園櫻花樹下拍了幾張照片，寄到了雜誌社，不過最後並沒有入選。但某天，該雜誌社又再次與她聯繫，向她提出「雖然不是當封面模特兒，但要不要試試看當化妝專欄模特兒」的提案，她把握住機會，在每期雜誌中的一小角亮相，讓大眾漸漸認識她。1996年她擔任歌手金賢哲第五張專輯主打歌《一生》MV中的女主角，正式於演藝圈出道。
她出現在當代人氣歌手金賢哲的MV中，時間短卻給人留下深刻的印象。第一部出道作品即大放異彩的她，也與演員李英愛當時的經紀公司白企劃（백기획）簽約
，之後同時在廣告、綜藝主持、電台主持等多個領域展開活動，金賢珠特有的清新氣質和新人形象，隨即讓她成為新一代備受矚目的演藝新星。
1997年5月，金賢珠在盧熙京編劇的MBC迷你劇《我活著的理由》中，飾演酒吧女侍「春心」一角，正式作爲演員出道。此次選角背後有個故事，金賢珠在新人時期還沒有經紀人，所以都是自己搭大眾交通到處參加試鏡。參加《我活著的理由》試鏡時，因爲太累了，所以一邊等一邊嚼著口香糖提神。但輪到自己的時候，她錯過把口香糖吐掉的時機，所以只好把口香糖含在嘴裡演戲。盧熙京覺得這個新人很有意思，嚼口香糖的樣子也與劇中角色形象相符，便決定讓她演出大膽調皮的酒吧女侍春心一角。 充滿戲劇性的出道故事，更讓她遇見表演路上的兩位恩師，尹汝貞和羅文姬，並從她們身上獲得表演上的啟蒙。
之後於1997年下半年，她繼續在MBC情境喜劇《三男三女》擔任配角，並與元斌、車太鉉、尹孫河一起演出青春電視劇《Ready Go》，提高了知名度。同年，她拍了農心生生烏龍湯麵的廣告，創造出紅遍韓國大街小巷的流行語「這湯頭美味極了 국물이 끝내줘요」，一躍成爲全韓國知名的明星。
金賢珠晉升主演的首部作品，是1998年由金芝荷擔綱女主角的《愛在心中》。她在這部電視劇中飾演金芝荷的妹妹，生動自然的演出讓她獲得不亞於女主角的關注程度，也讓她以演員身份出道短短一年，便於當年的SBS演技大賞，拿下她生涯第一座「新人賞」。
1998年，在MBC週日晨間電視劇《我只懂愛情》裡，首次擔任女主角。演出長達2年的時間，她虛心向前輩們學習，磨練演技，並在MBC演技大賞獲得她第二座「新人賞」。隨後金賢珠戲約不斷，1998年底，首次躍上大螢幕，在《如果聖誕節下雪》中飾演女主角，並與飾演男主角的朴容夏成為了摯友。
金賢珠於1999年間，在《青春歲月》、《最後的戰爭》、《沐浴陽光》等多部人氣電視劇中皆擔綱女主。她在和車太鉉主演的青春電視劇《沐浴陽光》中，展現出清新可人的魅力，更讓她成了青春明星中的大勢。除了演出電視劇，她也活躍於各個廣播電視節目，在《金賢珠的FM約會》中擔任DJ，還有在《SUPER TV 快樂星期天》《Section TV 演藝通信》中擔任主持人，度過了非常忙碌充實的新人時期。
但自出道後，就一路扶搖直上的金賢珠，對自己一天要變換數種角色，同時拍攝三部劇，擔任兩個節目的主持人，每天都只能睡一兩個小時的高壓生活感到非常疲憊。她說她分不清自己到底是演員，還是只是出現在電視上的藝人，擁有很高的人氣，卻讓她感到很迷茫。
對自己的演藝生涯感到困惑的金賢珠，在2000年，以演出74集的時代劇《德》爲契機，決定從此只專心在演戲上，想要成為一位真正的演員，因此她停止了除了演戲之外的所有綜藝和主持工作。

### 2001–2006：演員生涯第一次全盛期
全心集中在鑽研表演，讓她的演技更加精進。2000年代初期，她在《那女人的家》、《商道》、《玻璃鞋》等熱門作品中接連擔綱主演，演技也獲得了好評，不但延續了新人時期的人氣，也開啟她演員生涯第一次全盛期。2001年首次出演古裝劇《商道》，金賢珠為角色下足功夫，她甚至為了清晰傳達出台詞，還把圍棋含在舌下刻苦練習角色所處時代的講話方式、聲音、語調等，這些都讓拍攝該劇的李丙勳導演讚歎不已。
2001年，她與台灣演員張震一同在韓國團體褐眼男子（Brown Eyes）的首支MV《已經一年》中上演一場虐心的拳擊戀。MV由王家衛監製，全長十分鐘，宛如微電影的拍攝手法，為韓國MV寫下創舉，精彩的跨國合作也為該首歌創造出十足的話題性。
在2002年《玻璃鞋》中，金賢珠挑大梁，憑藉穩定的演技引領劇情發展，與同劇的蘇志燮、韓在石、金芝荷等主演一同為該劇創下超過40%的收視率，讓她站上了全盛期的頂峰。《玻璃鞋》的成功也席捲至海外，在台灣、香港、越南播出皆創下高收視。成為一流演員的金賢珠，迅速擴展她在亞洲的人氣版圖 ，《玻璃鞋》在台灣台視播出後佳評如潮，她也應電視台之邀到台灣宣傳本劇，舉辦了她在台灣的首場影友會。
2003年，金賢珠前往香港與台灣演員吳建豪搭檔演出香港導演李仁港的電影《少年阿虎》。
2004年，改編自朴景利的同名長篇小說，韓國光復60週年SBS大河電視劇《土地》選金賢珠擔綱女主角瑞熙，此次片酬突破每集1000萬韓元，刷新當時韓國女演員演出長篇歷史劇的最高片酬紀錄。發表選角時，雖然有片酬太高的質疑，但製作公司認為金賢珠不但有堅韌的韓國女性形象，也是戲路寬廣的實力派演員，所以才會給她最高待遇。《土地》播出後，作品獲得高度讚揚，也讓金賢珠首次獲得百想藝術大賞「女子最優秀演技賞」的提名。
在2004年初《土地》的前製期，她也接演了SBS迷你劇《百萬新娘》，再次以每集1500萬韓元，刷新韓國女演員的最高片酬紀錄。這是她與池珍熙演員首次合作，挑戰愛情喜劇。
不過這個時期，成功也伴隨著身心的消磨殆盡。一出道就成為最閃耀的明星，每天都在無止無境地奔馳。她的表現一直備受肯定，但總覺得自己不夠好，就這樣她在某一瞬間失去了方向，遺失了自我。金賢珠在拍完《土地》後歷經自我否定的低潮，她曾在專訪中說：「當時，我對自己的演技不滿意，不喜歡看到出現在電視上的自己，也討厭那樣的自己。當時，好像給自己逞罰一樣，認為自己沒資格站在觀眾面前，覺得好像無法再演戲了。」最終，她在2006年1月《嫁給百萬富翁》劇終後暫停接戲，這也是她自出道後首次出現空白期。

### 2007–2010：休整期與演技人生第二幕
大約經過2年的時間休息調整腳步，2007年11月金賢珠以表民秀導演的《仁順真漂亮》回歸。此次的回歸是在家人以及演員劉彩英 等朋友的鼓勵下，加上金賢珠覺得自己當時的狀況和劇中的角色朴仁順非常相似，看到劇本產生共鳴，所以才決定接演。當時，她翻開劇本第一頁，上面寫著「沒關係，沒關係，沒關係… 我很善良，我很漂亮，我很優秀」，這段主角自我激勵的話語鼓舞了金賢珠，也讓她在拍攝作品時，藉由角色的力量得到勇氣，學會更愛惜自己，也逐漸走出了低潮 。雖然此劇收視率不高，但她在劇中極其出色的動人表演，讓她在KBS年末演技大賞中，首次獲得「最優秀演技賞」。她曾說她很感激這部作品，讓她找回對表演的熱情與初心，這部作品也是讓她能一直演下去的原因。
2009年，她在改編自日本漫畫家神尾葉子漫畫的同名電視劇《花樣男子》中，以特別出演的方式，飾演男主角的霸氣姐姐具俊希，出場集數雖短，但她仍為角色做足準備，在劇中展現出無可替代的存在感。同年，她化身熱血律師與李棟旭合作演出韓國首部以律師事務所為題材的KBS迷你劇《夥伴們》，也得到了好評。
2009年底，她將自己多年來的編織興趣，集結成《賢珠親手編織的故事》一書出版，書中收錄了她的編織裁縫作品和生活隨筆，以及編織如何幫她舒壓，成為她表演上的助力。在片場等戲的空擋，她時常透過編織穩定情緒，好讓角色的情感在每個鏡頭下擁有最適當的呈現，而編織也幫她在歷經每一場情緒張力飽滿的戲之後，恢復內心平靜。
但就在她撐過丟失自信的日子，找回自我的時候，生命再次把她推向黑暗的深淵。2010年對金賢珠而言是極度痛苦的一年，三位她心愛的人在短短一週內相繼離世，和她有深厚友情的朴容夏以極端的方式結束自己的生命，送走摯友的隔天，讓金賢珠在電視劇《土地》中從鄰家女孩形象，成功轉型成堅韌不拔的女強人，幫她拓寬演藝道路的《土地》製作人李芝娜也自殺身亡。而絕望似乎沒有盡頭，在還無法與兩位朋友道別之際，幾天後，她長期與病魔奮戰的父親也離開了人世。這些多重打擊使她深陷巨大的痛苦之中，一度走不出來，也減少了演藝活動。
摯友朴容夏的離世，讓她極度悲傷和自責。她覺得自己能走出前些日子的低潮，也是因為有家人朋友的陪伴，但自己身為朴容夏的朋友，卻沒能主動給他更多關心，這讓她非常懊悔，覺得如果自己能抓住他的手的話，或許悲劇就不會發生。
為了不再有遺憾，想連同朋友和父親的那份好好活下去，同年，她開始擔任國際救援非政府組織 Good Neighbors的親善大使，去了孟加拉國和菲律賓拍攝公益紀錄片。她也把父親喪禮的弔唁金，和自己散文集的收益，全數捐給孟加拉國貧民窟的11所孤兒院興建圖書館。積極參與社會公益活動，讓她慢慢走出悲傷，金賢珠說：「雖然我是經歷了很多自己人生的傷痛，才逃去孟加拉國，但當我看到生活在那樣艱苦環境中的孩子，仍然對我露出無比真誠的微笑，我的心也跟著被治癒了。貢獻一己之力去回饋分享給這個世界，給了我活下去的力量。」
剛開始是為了救自己，才開始當志工從事公益活動，但這過程讓她感受到幸福和生命存在的意義。讓她知道自己幸福了，才能為身旁的人們帶來幸福。

### 2011–2015：演技再攀高峰
再次經歷2年的空白期後，她拾起破碎的心，將悲傷轉化為表演的能量。2011年，金賢珠在MBC週末劇《一閃一閃亮晶晶》中飾演主角韓晶苑，賦予角色完整的生命力，迎來她演技人生的第二次全盛期。在此劇播出前，MBC週末劇一直處於收視低迷的狀態，但《一閃一閃亮晶晶》讓MBC週末劇睽違7年以突破20%的高收視率，再次榮登週末劇收率第一的寶座，金賢珠也在該年MBC演技大賞上獲得了「最優秀演技賞」。
同年，她無酬幫韓國國家人權委員會拍攝短篇電影《如果你是我》，為女權發聲。接著於2012年，在SBS電視劇《傻瓜媽媽》中飾演擁有冷都高傲形象的時裝雜誌主編，與夏希羅、安瑞賢共譜感人的三代母女情。
2013年，她在JTBC《宮中殘酷史-花的戰爭》中飾演主角昭容趙氏，這是她生平首次飾演反派角色，她不僅在劇中展現出充滿野心的惡女演技，也把角色的多面性展現於觀眾面前。詮釋趙文靜從十幾歲開始，到之後歷經20多年的人生歲月，金賢珠表示「隨著劇情要逐漸改變外貌表情和演技，那難度很大。與其表現成她看起來天生就是壞，更應該把人物刻畫成讓大家能接受的樣子，要讓文靜因應狀況去做選擇和改變，自然呈現出惡女演技，這樣觀眾才會對故事產生共鳴。」
雖然是演繹在後宮掀起腥風血雨的大反派，但金賢珠讓角色立體充滿血肉，她掌握了角色在每個人生階段的心理層面，不但把人物的故事講好，又映照出整個大時代的動盪。
2014年，她在KBS《家人之間》中飾演車康心一角，這是她繼2002年《玻璃鞋》之後，再次與姜銀慶編劇合作。這是一部以父親對不懂事的三姐弟提出不孝訴訟為開端，所展開的親情成長故事。演繹長女車康心的金賢珠，同時展現出角色180度截然不同的面貌，從氣勢強大的職場女強人，到真摯可愛的邋遢魚乾女，她在喜劇節奏和情感之處拿捏得宜，笑中帶淚的演出，就像是一面鏡子，照映著真實的生活故事。
「因爲我像康心一樣也是家中長女，所以覺得是不是因為這樣，才更能詮釋好角色。其實拍攝過程中，有很多情感過於濃烈的時候，我反而是想要克制自己的。但好像也默默地填補了一些我對我爸爸的思念。」金賢珠與劉東根在劇中的真摯父女情，總是深深打動觀眾的心。此劇創下超過43%的超高收視，她也憑藉這部作品在2014年KBS演技大賞上，獲得她生涯第三座「最優秀演技賞」，也一同與金相慶首次獲得「最佳CP賞」。
2015年，金賢珠在SBS長篇劇《我有愛人了》中一人分飾四角，靠著極致詮釋獲得「GOD賢珠」的封號。她用變臉般的演技，來回穿梭在雙胞胎姐妹都海疆和獨孤詠琪兩個角色之間，甚至在長篇的敘事裡，細膩刻畫出主角都海疆複雜的心境轉折。從失憶前的冷酷剛強，到失憶時的溫柔明朗，再到恢復記憶後掙扎迷惘，種種層次變換，金賢珠的駕馭都成熟有度。
金賢珠表示飾演都海疆是一個非常特別的經歷，這是她繼《玻璃鞋》之後印象最深刻，最珍惜的角色。殺青一段時間後，她對角色還是有份難以割捨的情感，所以當時婉拒了很多終映專訪，甚至把頭髮剪短，希望能走出角色。最後靠著去洛杉磯拍攝雜誌畫報的機會，在旅行的過程中和角色道別，找回自己。
回想起這段拍攝記憶，她說：「想到都海疆就會很悲傷很心痛，我當時好像太入戲了，鏡頭外也經常是在哭的狀態。很多時候我並沒有刻意做出那些表情，而是進入人物之後，在當下每個場景作爲都海疆感受到了什麼，就透過自己的感受去把它表現出來。但如果沒有現場工作人員和導演營造出來的氛圍，如果沒有對手戲演員的幫忙，我自己是不可能做到的。」
把精湛的演出歸功於身旁所有人，她對工作人員的照顧以及敬業的態度，都讓同劇演員對她表示讚賞，池珍熙說：「賢珠總是對劇組每個人關懷備至，她性格本身就很有包容力，在演戲時更是如此，她都會給出相應的反應，充分接住對手戲演員，讓彼此更投入在劇情裡。」
《我有愛人了》是她與演員池珍熙繼2004年《百萬新娘》後，時隔11年再次合作。兩人在劇中所創造出來的歷代級化學反應，讓觀眾深陷在角色的愛情之中，也讓他們多次獲觀眾票選為「最佳螢幕CP」。
此劇雖然收視率不高，但金賢珠的深刻演繹，和戲劇播出時所引發的十足話題性，不僅讓她入圍了年末頒獎典禮的「大賞」，並橫掃「最優秀演技賞」「最佳CP賞」「十大明星賞」等獎項，人氣甚至力壓20代年輕男演員們，讓她時隔十年再次獲得「網路人氣賞」，榮登2015年SBS演技大賞的四冠王。

### 2016-2019：挑戰各類戲劇題材
2016年，金賢珠在JTBC金土劇《Fantastic》中飾演生命將盡的電視劇編劇。為了貼合主角李素惠病重時的消瘦面容，她隨著劇情發展刻意減重。除了展現出和前作角色截然不同的外貌，她也根據人物的個性和生活邏輯，揣摩出不一樣的動作習慣和說話語氣，再次將自己完全轉換到另一個人格，證明了其身為演員的可塑性。
透過熟讀劇本挖掘角色最深層的底蘊，鑿切更多元的面向與可能性，金賢珠說：「不管是20年前第一次開始演戲的時候，還是現在，我的心態都是一樣的。因為每部作品對我來說，都是初次遇見，而且也都是從未遇到過的角色，所以總是覺得很新鮮。在塑造新角色時，我都會在表演中加入沒嘗試過的表演方式，或者如果有些地方跟之前的角色有點像，我就會試著再用不同的方法詮釋。」這樣的堅持，總能讓她的表演在帷幕落下後，仍留下悠長餘韻，著實讓觀眾相信角色真的存在著。
2017年，她與新經紀公司YNK Entertainment簽約。2017年初，再次與Good Neighbors飛往非洲尼日投身公益，拍攝募款紀錄片。同年底，她在韓國首爾舉行了出道20週年粉絲見面會，還把見面會的所有收益，以粉絲的名義全數捐作公益，用充滿意義的方式和一路支持她的粉絲們一起留下深刻的紀念。但這也是她自2010年以後，首次一整年沒有演藝活動。
2018年，金賢珠與演員金明民、羅美蘭一同主演KBS月火劇《我們遇見的奇蹟》。她在有限的戲份中，細膩呈現出主角宣惠真沉穩個性中的熱情、憤怒、悲傷和濃烈愛戀。她的表演力道收放自如，恰如其分襯托出男主角的位置，和金明民搭配出絕佳的默契，深受觀眾喜愛，也為劇集創下高收視。
在映後訪談中，金明民談起此次合作表示「賢珠並不是在某個特定場景，她是整個人都散發出宣惠真的氣息。她不管哪個角色，都會做到300%。一起演出後得到的印象更加深刻，是一個可以從她身上學到很多的演員。她把對角色和故事的理解，完全內化在自己的表演與氣質中，衍生出最大的加成效果，覺得她是個非常聰明又努力的演員。」
特別是，金賢珠在劇中深具感染力的哭戲也成為了話題，為了醞釀出挽留男主角的悲淒情感和呈現出最真實的倦容，她整夜沒睡。對於這段共情力十足的表演，金賢珠說：「投入情感，同時也試著掌握好情緒的長短輕重，如果哭得太過，反而無法觸動到觀眾更內心的層面，有時必須替觀眾保留他們自己在看戲時所產生的情感共鳴空間，才能讓他們因為故事本身，或者某些情感連結，而流下自己的眼淚。」
一直以來，在表演之路紮實耕耘，把對生命的體悟，對生活的感知帶進角色裡。為了挖掘自己更多的可能性，金賢珠在《我有愛人了》之後，開始尋求演技轉型，希望能挑戰更多不同類型的角色，「如果說在此之前，我主要是表現出動作、表情、臺詞、語氣等演技的話，那麼現在則是被那種帶有模糊界線又充滿微妙情感的角色所吸引。」
2019年，金賢珠在OCN電視劇《Watcher》中，首次挑戰類型劇。在《Watcher》製作發布會上，被問到出演契機時，她表示「並不是因爲是類型劇才無條件選擇《Watcher》，而是第一次讀到劇本時，覺得角色本身很有魅力，故事也非常有意思，所以很想挑戰看看。演員對於沒有嘗試過的東西，都有某種幻想和渴望，這對我而言就像某種課題般的存在」，雖然對於新的戲劇題材有些陌生，但她認為只要勇敢跨出第一步，專注在角色上就能找到答案。
她在《Watcher》中飾演專為犯罪者辯護的律師韓太珠，與演員韓石圭、徐康俊一同在劇中展開一連串的監視與追擊，三人各懷心思，卻又受共同目標驅使而合作。本劇營造出來的反轉懸疑氛圍廣受觀眾好評，不但將心理驚悚劇提升到全新的層次，也創下OCN歷代收視率第三的好成績。
在著重人物間緊張心理戰的《Watcher》中，主角們的善惡界線都變得模糊複雜，難以界定，而穿梭在敵我雙方的韓太珠，總是那個扭轉局勢的關鍵。她優雅卻又冷血到讓人不寒而慄，每一次霸氣登場的形象，都狠狠烙印在觀眾心中。金賢珠展現極高的表演強度，撐起極具衝突性的角色性格，層次豐富，表情、肢體細節皆處處有戲。
《Watcher》播出前，各界都很關注金賢珠這次在類型劇中的演技變身，而她截然不同的表現果然在戲劇播出後獲得無數盛讚，甚至得到了如此評價：「就像匠人不需擇工具一樣，不論什麼樣的題材，演技好的人就是會詮釋得很好。」
對表演態度的堅持，與渴望成長勇於挑戰的態度，讓她在《Watcher》成功之後，迎來更多拓展戲路的機會。

### 2020-至今：持續拓展演技範疇
2020年初，金賢珠接到多部劇集的出演邀約，其中有宋賢旭導演的JTBC電視劇《Undercover》，和延尚昊導演的Netflix影集《地獄公使》。最後在導演們的積極力邀，以及製作公司的拍攝協調下，金賢珠於這年同時展開這兩部作品的前期準備和拍攝。
金賢珠在改編自英國BBC同名電視劇的《Undercover》中，飾演追求正義和真相的人權律師崔妍秀，她一生樹立的信念和能力得到了認可，成為了公查處處長。但上位後，她赫然發現結縭近卅年還育有一對兒女的枕邊人竟一直是國情院派駐在她身邊的臥底。
韓版的《Undercover》根據韓國的歷史、社會脈絡進行改編，以大膽的本土化，扣人心弦的劇情發展和演員們的傾情演出，獲得觀眾們的熱烈迴響。尤其這是金賢珠和池珍熙繼《百萬新娘》和《我有愛人了》之後，第三度合作的作品。兩人再次用絕佳的默契，激發出不同以往的全新火花，也用精湛的演技詮釋出角色在愛與謊言之間的層層糾結。
金賢珠在《Undercover》製作發佈會上表示，和池珍熙的再次合作，對這次的作品選擇有很大的影響，她說道「在拍攝《我有愛人了》時，我得到池珍熙很大的幫助。當時的角色得到很多觀眾的喜愛，我認爲是因爲池珍熙把我襯托出來。這次則是相反過來，《Undercover》是一部需要跟隨韓政賢的感情線去發展的重要作品，所以這次我想幫助他。《我有愛人了》之後，希望我們兩人能再次合作的粉絲很多，所以也想透過這部新作品報答粉絲們的愛。」
金賢珠也確實不負重望，用極寬的表演幅度，不著痕跡地將角色滿腔的熱血正義，溫柔堅毅的信念，與之後逐漸發現真相，內心復雜的彷徨迷茫都表現得非常立體到位。
尤其當崔妍秀發現丈夫的秘密時，她悲憤交加的情緒在一瞬間爆發，讓人看到她內心信念的崩塌與絕望。金賢珠用非常多的表演細節，精準的表現出一個人遭遇極致打擊時，那最真實的模樣。從瞳孔瞬間放大、不自主的顫抖、呼吸困難，到最終昏厥，那份破碎感徬彿溢出了螢幕，讓人隔著畫面都能感受到角色極度悲傷的窒息感。
2020年９月，《Undercover》拍到中半的時候，金賢珠也開始投入《地獄公使》的拍攝。這部Netflix影集是改編自導演延尚昊和漫畫家崔圭碩合著的人氣網路漫畫《地獄》，原著獲得 Naver Webtoon 9.77高分好評，更被譽爲「網路漫畫史上最具衝擊力的作品」。
對於演過浪漫劇、歷史劇、家庭劇、類型劇等…非常多戲劇體裁的金賢珠來說，這次有怪物出現的超自然影集，還有劇中的武打場景，都是她生涯首次挑戰。剛開始接到延尚昊導演的出演邀約時，她苦惱不已，她說：「我從來沒接觸過這種戲劇類型，很擔心自己能否在綠幕前演戲，也不斷懷疑自己能否詮釋出符合網漫迷期待的角色，光是動作戲就是很大的難題…」
但在讀完劇本和導演深談後，她得到了勇氣，也產生強烈想要參與的想法。影集所蘊含的寫實描繪和深刻反思，讓她對作品充滿期待。作爲演員，她也很好奇自己能表現到何種程度，如何將書中人物透過影像化演繹得更加真實。
關於合作的原因，延尚昊導演坦言當時選角時，除了金賢珠他想不出還有誰能演這個站在邪教對立面的角色，他認為金賢珠長期以來用演技一點一滴累積出大眾對她的「信任」，這樣的形象和閔惠珍非常契合。
《地獄公使》以觀眾不曾想象過的地獄宣告和地獄使者行刑，發展出令人震驚的劇情。延尚昊用他最擅長的末日題材，來諷諭現實世界，透過一次次的社會解構來講述道德困境和人性陷阱。金賢珠所飾演的閔惠珍是連結故事前後的關鍵人物，她勇敢的形象貫穿全劇，也讓觀眾在絕望的故事裡找到情感投射的出口。
《地獄公使》原著IP作者崔圭碩讚嘆金賢珠高度還原了他筆下角色的性格，「不只形象外貌和閔惠珍都很相像，她塑造出來的人物就是我想像中的樣子」。崔圭碩表示金賢珠劇本分析做得相當透徹，她沒有用全能救世主的方式來演這個角色，反而在某些場景突顯閔惠珍的脆弱，細膩刻劃出角色的人格轉折。
為了抓到角色前後變化的平衡，金賢珠說：「哪怕只是透過某場戲的一個表情來呈現，我必須在前面保留一些讓她改變的空間，不能在一開始就把閔惠珍詮釋得非常正義堅強，這樣才能顯現出她歷經那些事之後的轉變。才能讓觀眾跟隨人物的腳步，看見一絲希望。」
外顯的戲劇張力與內斂的情緒細節，都在這部群像劇裡獲得清楚彰顯。《地獄公使》還未上線就受邀參加第46屆多倫多國際電影節、第65屆倫敦影展、第26屆釜山國際電影節等韓國海內外知名電影節首映。金賢珠這次在劇中展現強勁的動作武打，用全身來表現情感演技，也讓她嚐到另一種表演的滋味，還獲得「再發現」的盛讚。為了親自演出劇中一鏡到底的武打場景，她在開拍前接受三個月高強度的動作戲訓練，從基本功開始一步一步練，傾注心血，用敬畏的心對待表演。
透過《地獄公使》再次於挑戰中成功變身，金賢珠在專訪中說的話，也充分體現出她選擇的方向，「時代在變，機會也變多了。如果因爲不熟悉就選擇避開的話，我可能也不會遇見《地獄公使》。挑戰並不容易，但看到那麼多人喜歡我支持我，我就想挖掘自己更多的可能性。希望我能讓人感受到我是一位很努力的演員，也希望我的努力能為一些人帶來勇氣。」
已經出道25年，金賢珠依然是為角色增添生命的重量，不斷展現出不同面貌，為觀眾帶來驚喜與感動的演員。

## 影視作品

### 電視劇／劇集
| 年份      | 平台    | 作品                    | 角色                      | 備註               |
| --------- | ------- | ----------------------- | ------------------------- | ------------------ |
| 1997      | MBC     | 《我活著的理由》        | 春心                      |                    |
| 1997      | MBC     | 《準備出發》            | 南珉貞                    |                    |
| 1998      | MBC     | 《三男三女》            | 金賢珠                    |                    |
| 1998      | SBS     | 《愛在心中》            | 李珠希                    |                    |
| 1998      | MBC     | 《我只懂愛情》          | 白永久                    |                    |
| 1999      | MBC     | 《青春歲月》            | 車元瑛                    |                    |
| 1999      | MBC     | 《最後的戰爭》          | 韓智恩                    |                    |
| 1999      | MBC     | 《沐浴陽光》            | 李妍姬                    |                    |
| 2000      | SBS     | 《失眠》                | 素英                      | 《TV愛情故事》EP.7 |
| 2000      | SBS     | 《德》                  | 鄭貴德                    |                    |
| 2000      | SBS     | 《醫學中心》            | 素景                      | 特別出演 EP.29     |
| 2001      | MBC     | 《那女人的家》          | 朴英彩                    |                    |
| 2001-2002 | MBC     | 《商道》                | 朴多寧                    |                    |
| 2002      | SBS     | 《玻璃鞋》              | 金芸曦/李善宇             |                    |
| 2004      | SBS     | 《百萬新娘》            | 金恩在                    |                    |
| 2004-2005 | SBS     | 《土地》                | 崔瑞熙                    |                    |
| 2005-2006 | SBS     | 《嫁給百萬富翁》        | 韓恩瑛                    |                    |
| 2007      | KBS     | 《仁順真漂亮》          | 朴仁順                    |                    |
| 2009      | KBS     | 《花樣男子》            | 具俊希                    | 特別出演           |
| 2009      | KBS     | 《夥伴們》              | 江恩湖                    |                    |
| 2011      | MBC     | 《一閃一閃亮晶晶》      | 韓晶苑                    |                    |
| 2012      | SBS     | 《傻瓜媽媽》            | 金英珠                    |                    |
| 2013      | JTBC    | 《花的戰爭》            | 昭容趙氏                  |                    |
| 2014      | JTBC    | 《我們能相愛嗎》        | 金賢珠                    | 特別出演 EP.13-14  |
| 2014-2015 | KBS     | 《家人之間為何這樣》    | 車康心                    |                    |
| 2015-2016 | SBS     | 《我有愛人了》          | 都海疆(獨孤溫琪)/獨孤蓉琪 |                    |
| 2016      | JTBC    | 《Fantastic》           | 李素惠                    |                    |
| 2018      | KBS     | 《我們遇見的奇蹟》      | 宣惠真                    |                    |
| 2019      | OCN     | 《Watcher》             | 韓太珠                    |                    |
| 2021      | JTBC    | 《Undercover》          | 崔妍秀                    |                    |
| 2021      | Netflix | 《地獄公使》            | 閔惠珍                    |                    |
| 2022      | KBS     | 《由零開始愛上你》      | 羽球企業隊「Yunis」代表   | 特別出演 EP.1      |
| 2022-2023 | SBS     | 《Trolley：命運交叉點》 | 金惠調                    |                    |
| 2024      | Netflix | 《遺贈的秘密》          | 尹瑞荷                    |                    |
| 2024      | Netflix | 《地獄公使2》           | 閔惠珍                    |                    |
| 2026      | tvN     | 《100日的謊言》         |                           |                    |

### 電影
| 年份 | 作品                           | 角色   | 備註                   |
| ---- | ------------------------------ | ------ | ---------------------- |
| 1998 | 《如果聖誕節下雪》             | 宋熙   | 與朴容夏主演           |
| 1999 | 《百合花》《又譯：緣份再生戀》 | 尹秀珍 | 與金喜善、宋承憲主演   |
| 2003 | 《少年阿虎》                   | 金美嬌 | 與吳建豪、莫少聰主演   |
| 2004 | 《醜男大翻身》                 | 徐真英 | 與李成宰主演           |
| 2011 | 《如果你是我》                 | 鄭熙珠 | 韓國國家人權委員會製作 |
| 2023 | 《靜_E》                       | 靜_E   | Netflix原創電影        |
| TBA  | 《Little Life》                | 子英   |                        |

### 音樂錄影帶
| 年份 | 歌手       | 歌曲           | 備註               |
| ---- | ---------- | -------------- | ------------------ |
| 1996 | 金賢哲     | 《一生》       | 演藝圈出道作品     |
| 1996 | 徐志源     | 《那時真好》   |                    |
| 1997 | 李承煥     | 《哀願》       | 與張赫主演         |
| 1999 | 玻璃箱子   | 《致新娘》     |                    |
| 2001 | Brown Eyes | 《已經一年》   | 與張震、李凡秀主演 |
| 2002 | Brown Eyes | 《漸漸》       |                    |
| 2003 | Yuno       | 《現在》       |                    |
| 2004 | 韓京日     | 《離別很遠了》 |                    |

## 主持
| 年份 | 電視台 | 節目                         | 備註           |
| ---- | ------ | ---------------------------- | -------------- |
| 1997 | MBC    | 《獨家！娛樂城》             | VJ             |
| 1997 | MBC    | 《人氣歌謠 Best 50》         | VJ             |
| 1997 | KBS    | 《星期六全員出發》           | MC             |
| 1998 | KBS    | 《SUPER TV 快樂星期天》      | MC             |
| 1999 | MBC    | 《星期天之夜》               | MC             |
| 1999 | MBC    | 《section TV 演藝通信》      | MC，與徐京錫   |
| 1999 | MBC FM | 《與金賢珠的FM約會》         | DJ             |
| 2000 | Mnet   | 《Mnet KM MV音樂節》         | MC，與車太鉉   |
| 2000 | MBC    | 《精彩e世界》                | MC             |
| 2009 | MBC FM | 《金賢珠的FM小區》           | DJ             |
| 2010 | SBS    | 《SBS希望TV》                | 募款MC         |
| 2012 | SBS    | 《SBS希望TV》                | 募款MC         |
| 2013 | MBC    | 《C'est si bon美好的聖誕節》 | 年終特別節目MC |
| 2014 | MBC    | 《音樂旅行 Yesterday》       | MC             |

## 教育公益節目
| 年份 | 媒體           | 節目                                    | 備註                   |
| ---- | -------------- | --------------------------------------- | ---------------------- |
| 2009 | MBC LIFE       | 《ECO加拿大 by金賢珠》                  |                        |
| 2009 | tvN            | 《22歲的翅膀》                          | 紀錄片《奇蹟》EP.4旁白 |
| 2010 | tvN            | 《愛無疆》                              | 菲律賓志工EP.1, EP.2   |
| 2010 | KBS            | 《Good Neighbors募款》                  | 孟加拉志工             |
| 2011 | Channel A      | 《你是我的命運》                        | 紀錄片旁白             |
| 2012 | SBS            | 《SBS希望TV-世界上最美麗的旅行》        | 坦尚尼亞志工           |
| 2012 | MBC            | 《Human love - 媽媽的愛永不會停止消逝》 | 紀錄片旁白             |
| 2013 | KBS            | 《Road for Hope》                       | 查德志工               |
| 2015 | Good Neighbors | 《尼泊爾大地震》                        | 尼泊爾志工             |
| 2017 | SBS            | 《SBS希望TV》                           | 尼日爾志工             |
| 2019 | MBC            | 《記憶 錄》韓國女性獨立運動家 金瑪利亞  | 三一運動特輯           |
| 2021 | Good Neighbors | 《花店 The Good Neighbors》             | 好鄰居30週年感恩特輯   |

## 獲獎經歷
| 年度 | 頒獎典禮                    | 獎項                                 | 作品                                   | 結果 |
| ---- | --------------------------- | ------------------------------------ | -------------------------------------- | ---- |
| 1998 | MBC演技大賞                 | 新人賞                               | 《我只懂愛情》                         | 獲獎 |
| 1998 | SBS演技大賞                 | 女子新人賞                           | 《愛你愛你》                           | 獲獎 |
| 1999 | 第20屆青龍電影獎            | 新人女演員獎                         | 《百合花》                             | 提名 |
| 1999 | MBC演技大賞                 | 女子優秀演技賞                       | 《青春歲月》《最後的戰爭》《沐浴陽光》 | 提名 |
| 2000 | SBS演技大賞                 | 女子優秀演技賞                       | 《德》                                 | 獲獎 |
| 2001 | MBC演技大賞                 | 女子優秀演技賞                       | 《那女人的家》                         | 獲獎 |
| 2002 | 第38屆百想藝術大賞          | 女子最優秀演技賞 (TV)                | 《那女人的家》                         | 提名 |
| 2002 | SBS演技大賞                 | 女子優秀演技賞                       | 《玻璃鞋》                             | 獲獎 |
| 2002 | SBS演技大賞                 | 十大明星賞                           | 《玻璃鞋》                             | 獲獎 |
| 2002 | SBS演技大賞                 | SBSi 網路人氣賞                      | 《玻璃鞋》                             | 獲獎 |
| 2004 | SBS演技大賞                 | Drama Special 女子優秀演技賞         | 《百萬新娘》                           | 獲獎 |
| 2004 | SBS演技大賞                 | 十大明星賞                           | 《百萬新娘》                           | 獲獎 |
| 2005 | SBS演技大賞                 | Netizen人氣賞                        | 《土地》《嫁給百萬富翁》               | 獲獎 |
| 2005 | SBS演技大賞                 | 十大明星賞                           | 《土地》《嫁給百萬富翁》               | 獲獎 |
| 2005 | SBS演技大賞                 | 女子最優秀演技賞                     | 《土地》《嫁給百萬富翁》               | 提名 |
| 2005 | 第41屆百想藝術大賞          | 女子最優秀演技賞 (TV)                | 《土地》                               | 提名 |
| 2007 | KBS演技大賞                 | 女子最優秀演技賞                     | 《仁順真漂亮》                         | 獲獎 |
| 2007 | 第43屆百想藝術大賞          | 女子最優秀演技賞 (TV)                | 《仁順真漂亮》                         | 提名 |
| 2011 | MBC演技大賞                 | 女子連續劇最優秀演技賞               | 《一閃一閃亮晶晶》                     | 獲獎 |
| 2011 | MBC演技大賞                 | 女子部門-人氣賞                      | 《一閃一閃亮晶晶》                     | 提名 |
| 2011 | MBC演技大賞                 | 最佳螢幕情侶賞（與 金錫勳一同獲獎）  | 《一閃一閃亮晶晶》                     | 獲獎 |
| 2011 | 第4屆Korea Drama Awards     | 女子最優秀演技賞                     | 《一閃一閃亮晶晶》                     | 提名 |
| 2011 | 第48屆百想藝術大賞          | 女子最優秀演技賞 (TV)                | 《一閃一閃亮晶晶》                     | 提名 |
| 2012 | 第5屆Korea Drama Awards     | 女子最優秀演技賞                     | 《傻瓜媽媽》                           | 提名 |
| 2013 | 第2屆APAN Star Awards       | 女子優秀演技賞                       | 《花的戰爭》                           | 提名 |
| 2014 | KBS演技大賞                 | 女子最優秀演技賞                     | 《家人之間》                           | 獲獎 |
| 2014 | KBS演技大賞                 | 最佳螢幕情侶賞（ 與 金相慶一同獲獎） | 《家人之間》                           | 獲獎 |
| 2014 | 第3屆APAN Star Awards       | 長篇電視劇 女子優秀演技賞            | 《家人之間》                           | 提名 |
| 2015 | 第4屆APAN Star Awards       | 長篇電視劇 女子最優秀演技賞          | 《我有愛人了》                         | 獲獎 |
| 2015 | 第23屆 大韓民國文化演藝大賞 | 女子最優秀演技賞 (TV)                | 《我有愛人了》                         | 獲獎 |
| 2015 | SBS演技大賞                 | 長篇電視劇 女子最優秀演技賞          | 《我有愛人了》                         | 獲獎 |
| 2015 | SBS演技大賞                 | Netizen網路人氣賞                    | 《我有愛人了》                         | 獲獎 |
| 2015 | SBS演技大賞                 | 十大明星賞                           | 《我有愛人了》                         | 獲獎 |
| 2015 | SBS演技大賞                 | 最佳螢幕情侶賞（與 池珍熙一同獲獎）  | 《我有愛人了》                         | 獲獎 |
| 2015 | SBS演技大賞                 | 大賞                                 | 《我有愛人了》                         | 提名 |
| 2015 | OBS獨特演藝新聞             | HOT ICON獎                           | 《我有愛人了》                         | 獲獎 |
| 2016 | 第52屆百想藝術大賞          | 女子最優秀演技賞 (TV)                | 《我有愛人了》                         | 提名 |
| 2018 | KBS演技大賞                 | 中篇電視劇 女子優秀演技賞            | 《我們遇見的奇蹟》                     | 提名 |
| 2018 | KBS演技大賞                 | 女子最優秀演技賞                     | 《我們遇見的奇蹟》                     | 提名 |
| 2019 | OCN Awards                  | 最佳破案能力獎                       | 《Watcher》                            | 獲獎 |
| 2022 | 第20屆Director's CUT Awards | 最佳女演員 (影集)                    | 《地獄公使》                           | 提名 |
| 2022 | 第1屆青龍影集獎             | 最佳女主角                           | 《地獄公使》                           | 提名 |
| 2022 | 第8屆APAN Star Awards       | OTT 女子優秀演技賞                   | 《地獄公使》                           | 提名 |

## 外部連結
- 金賢珠的Instagram帳戶
- 金賢珠的Daum Cafe專頁
- 金賢珠在NAVER上的资料
- 金賢珠在Daum上的资料
- 金賢珠在HanCinema的頁面（英文）
- 金賢珠在韩国电影数据库（KMDb）上的資料（韓語）